# Lichte metro

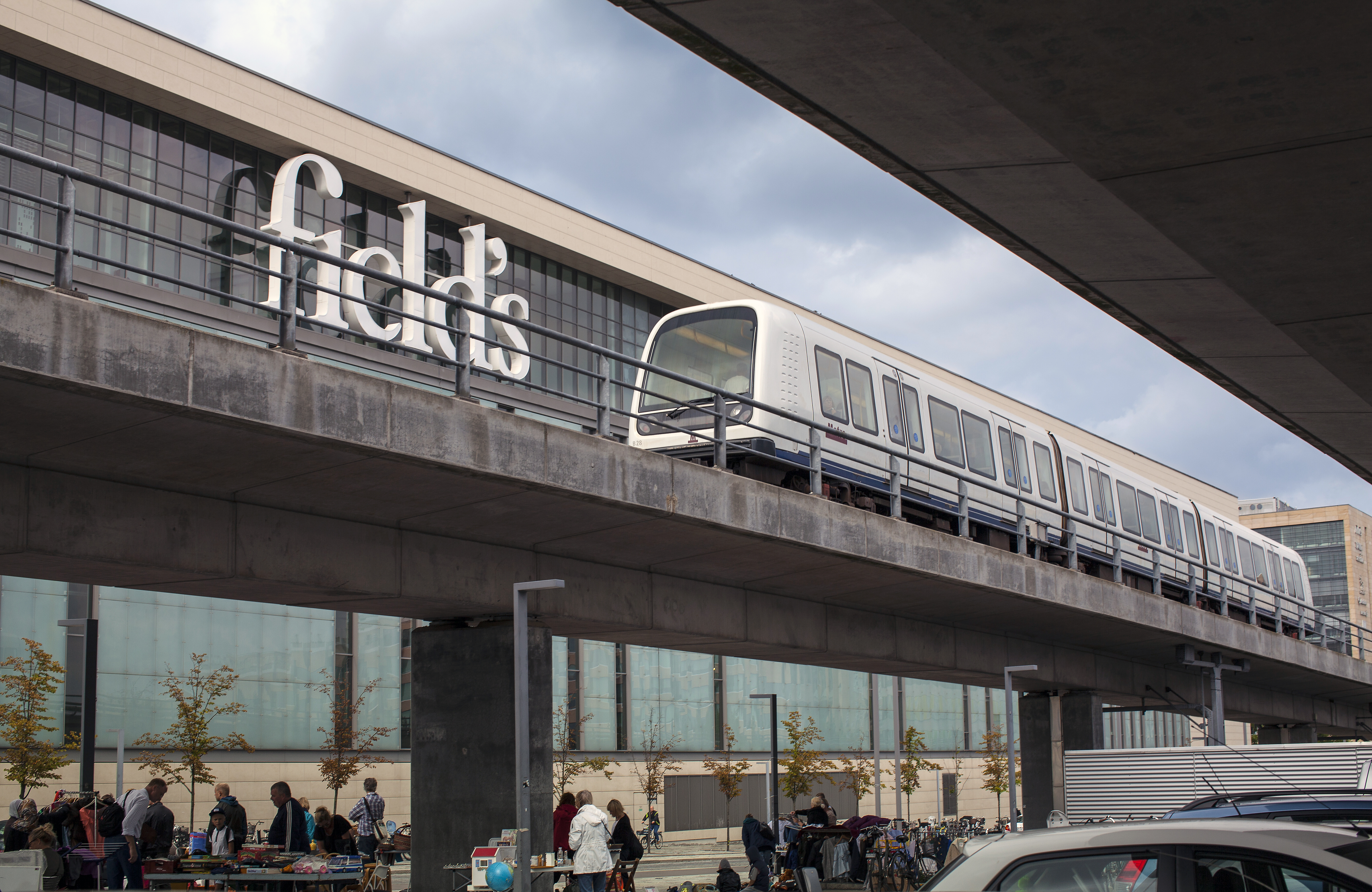
Metrovoertuig in Kopenhagen

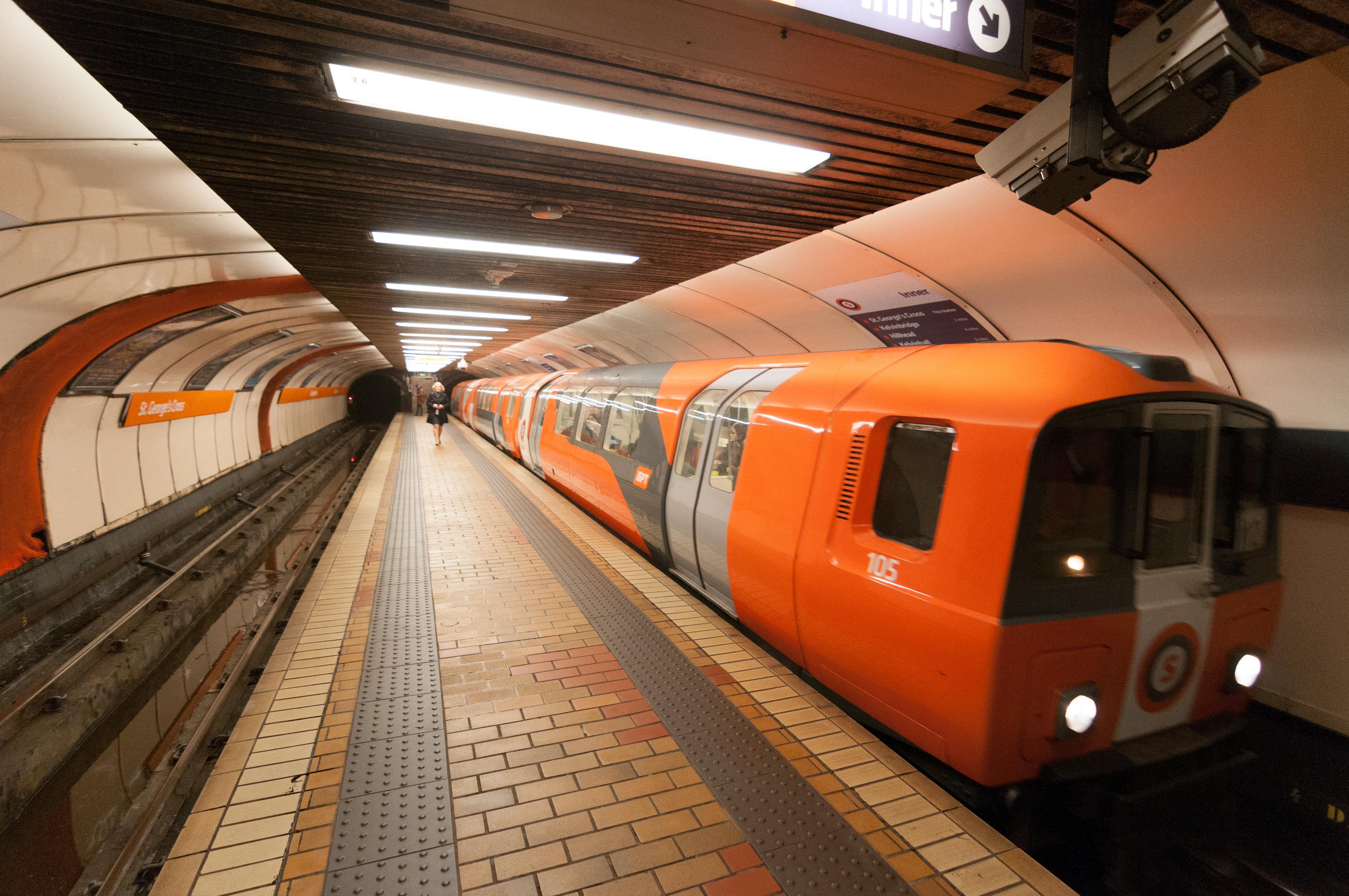
Metrovoertuig in Glasgow

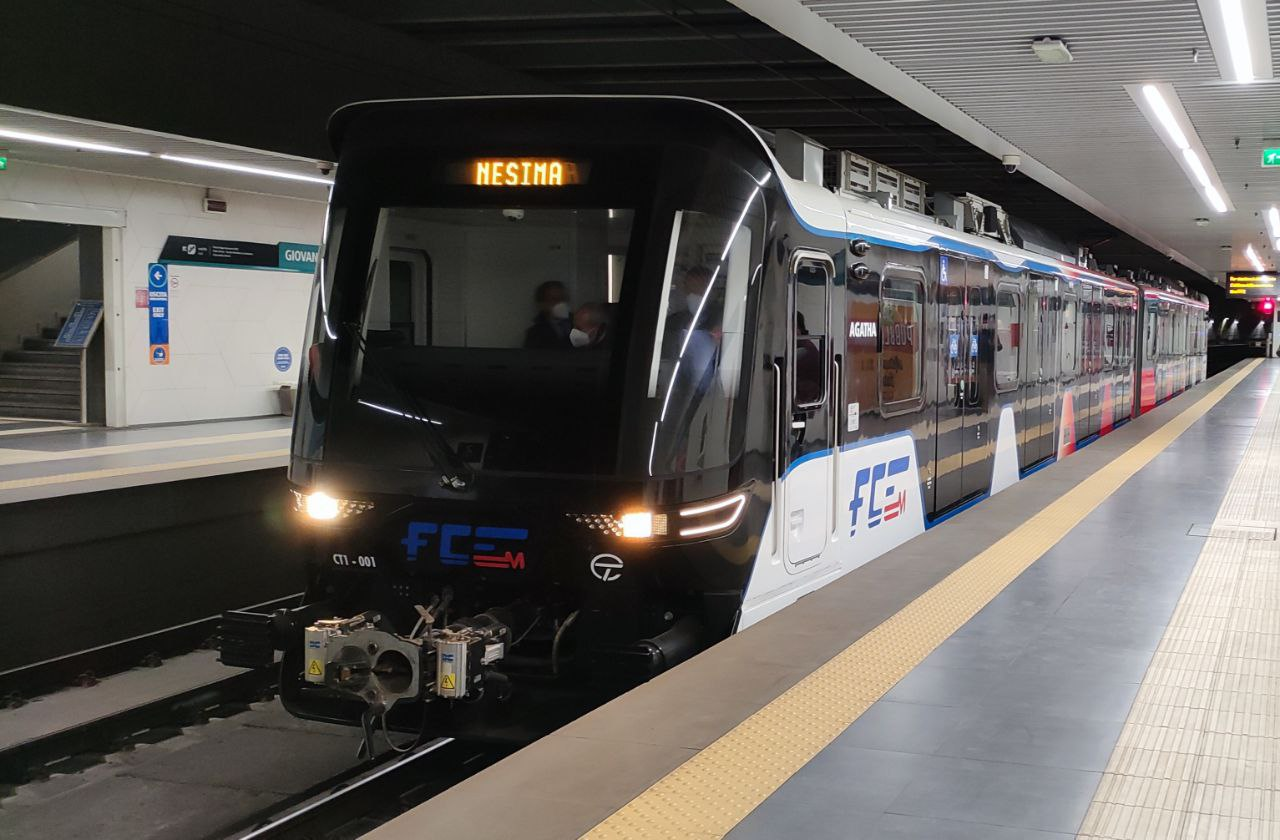
Metrovoertuig in Catania

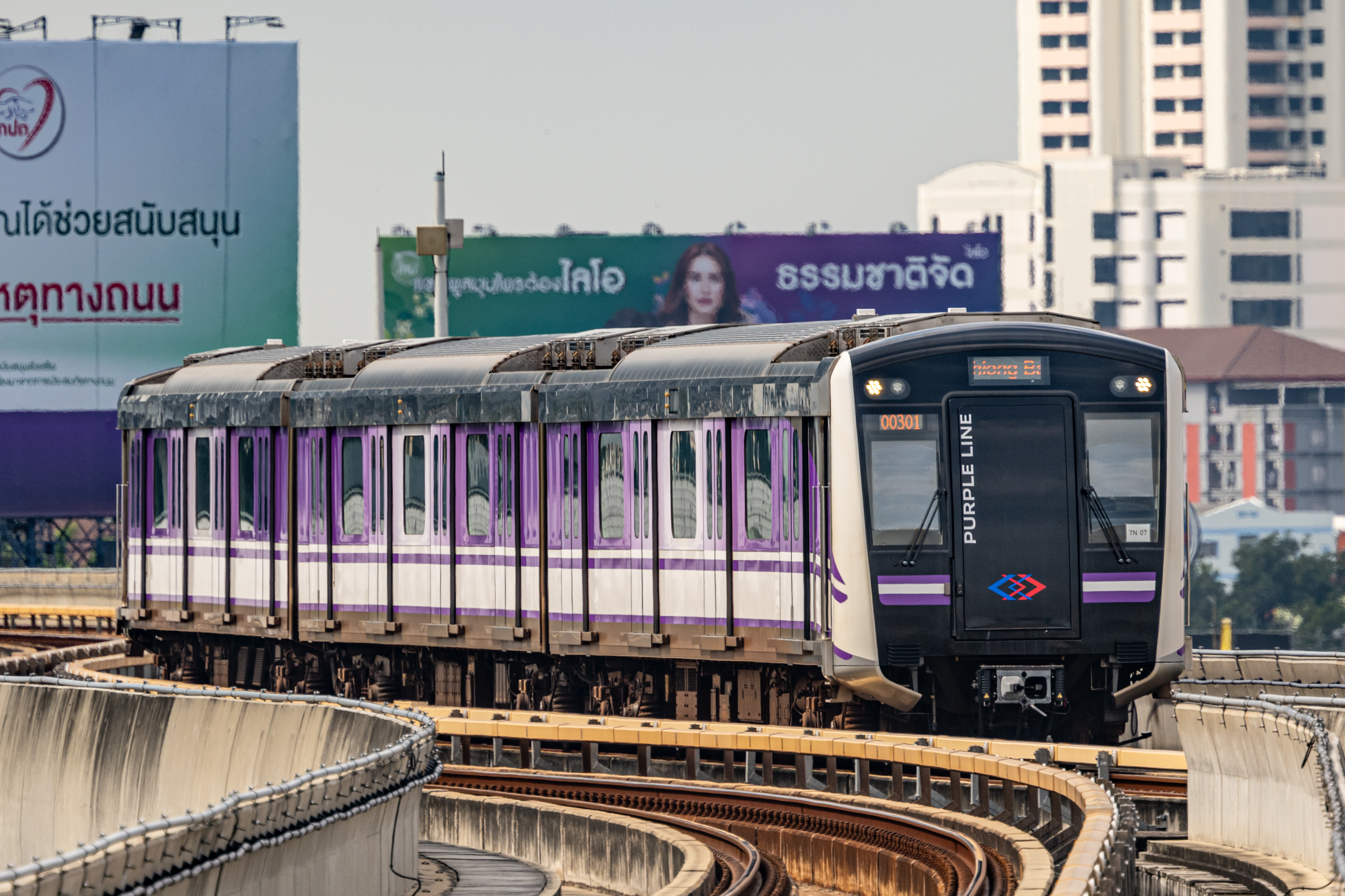
Metrovoertuig in Bangkok

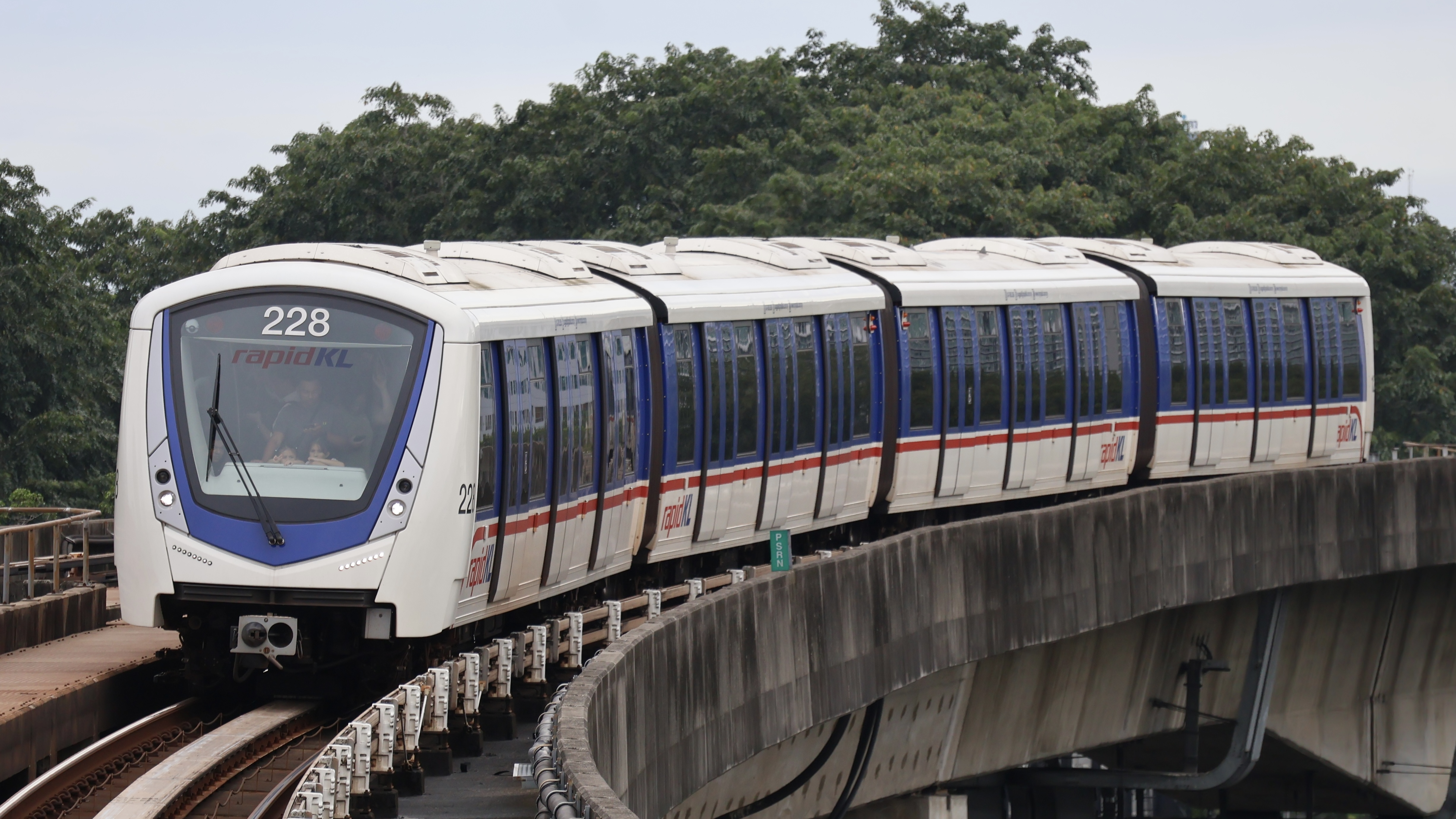
Metrovoertuig in Kuala Lumpur

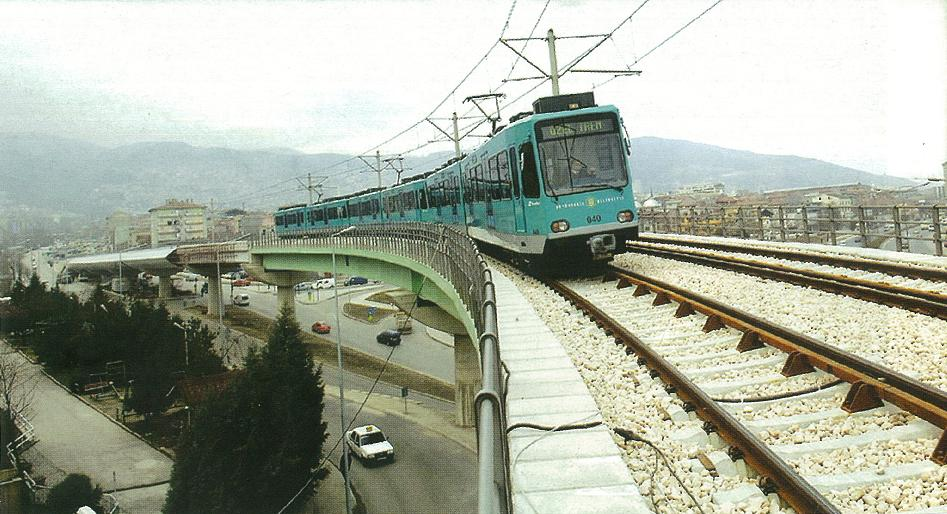
Sneltramvoertuig in Bursa

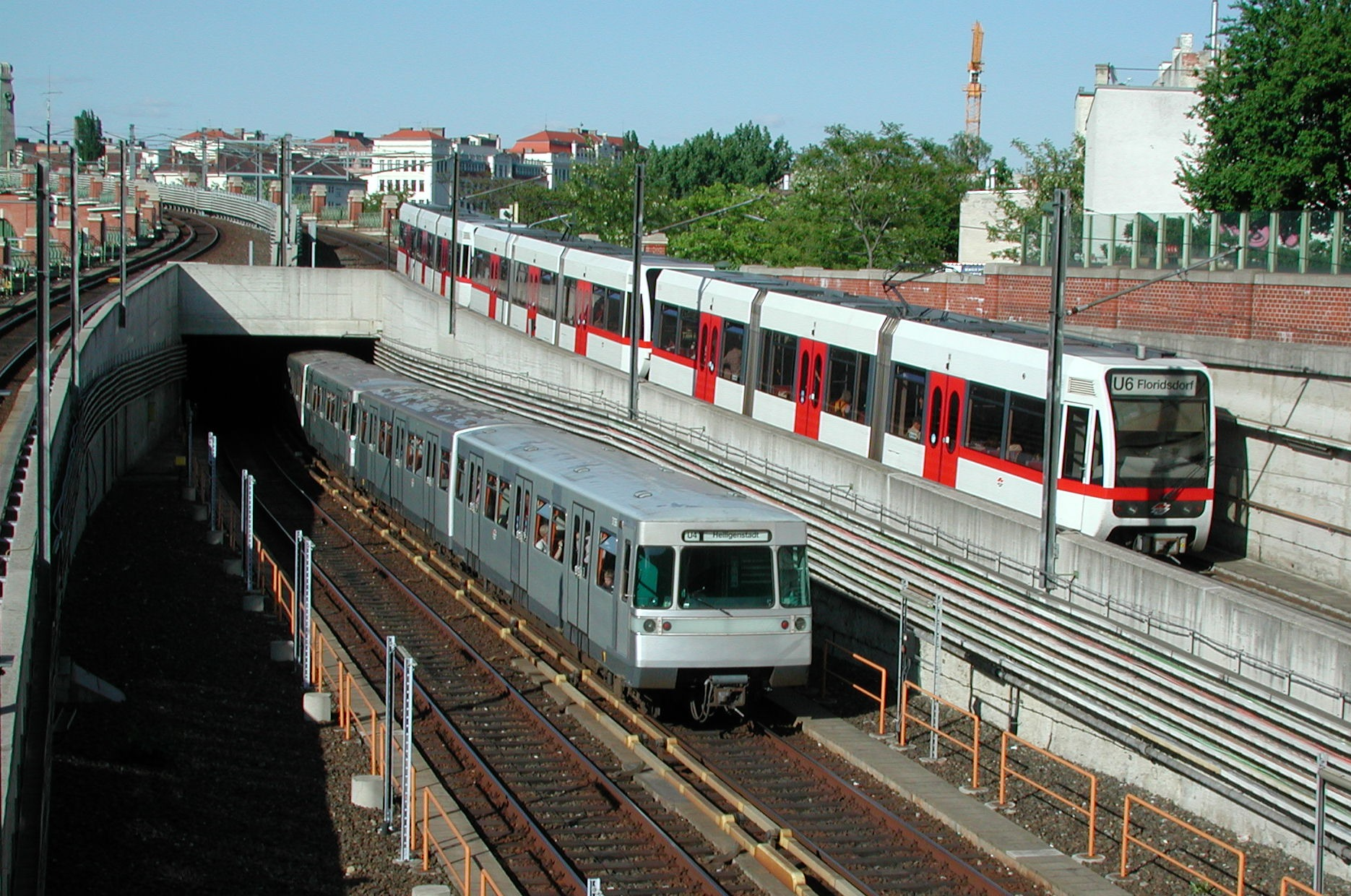
Tramvoertuigen van U6 naast een klassieke metro van U4 in Wenen

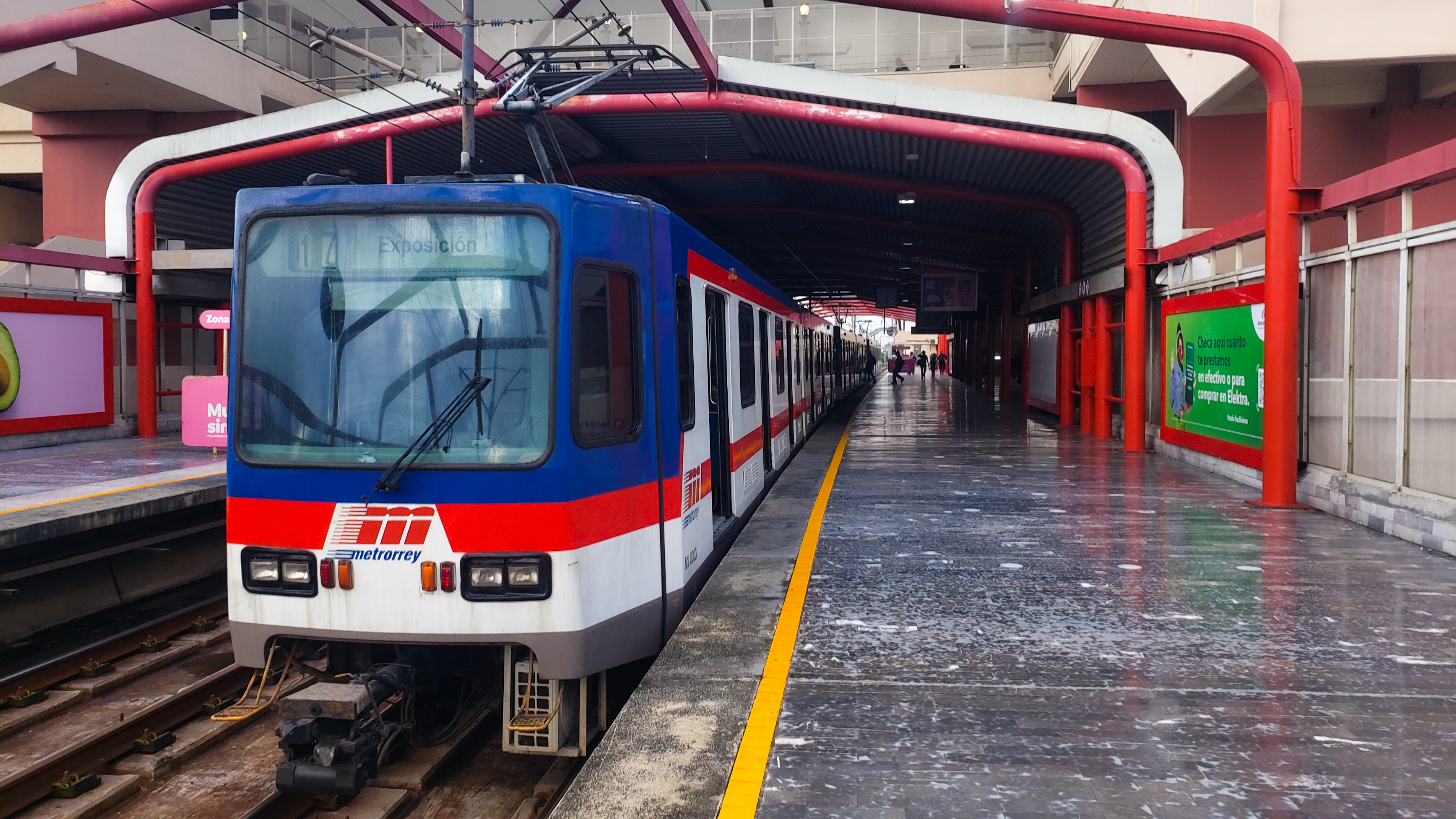
Tramvoertuig in Monterrey

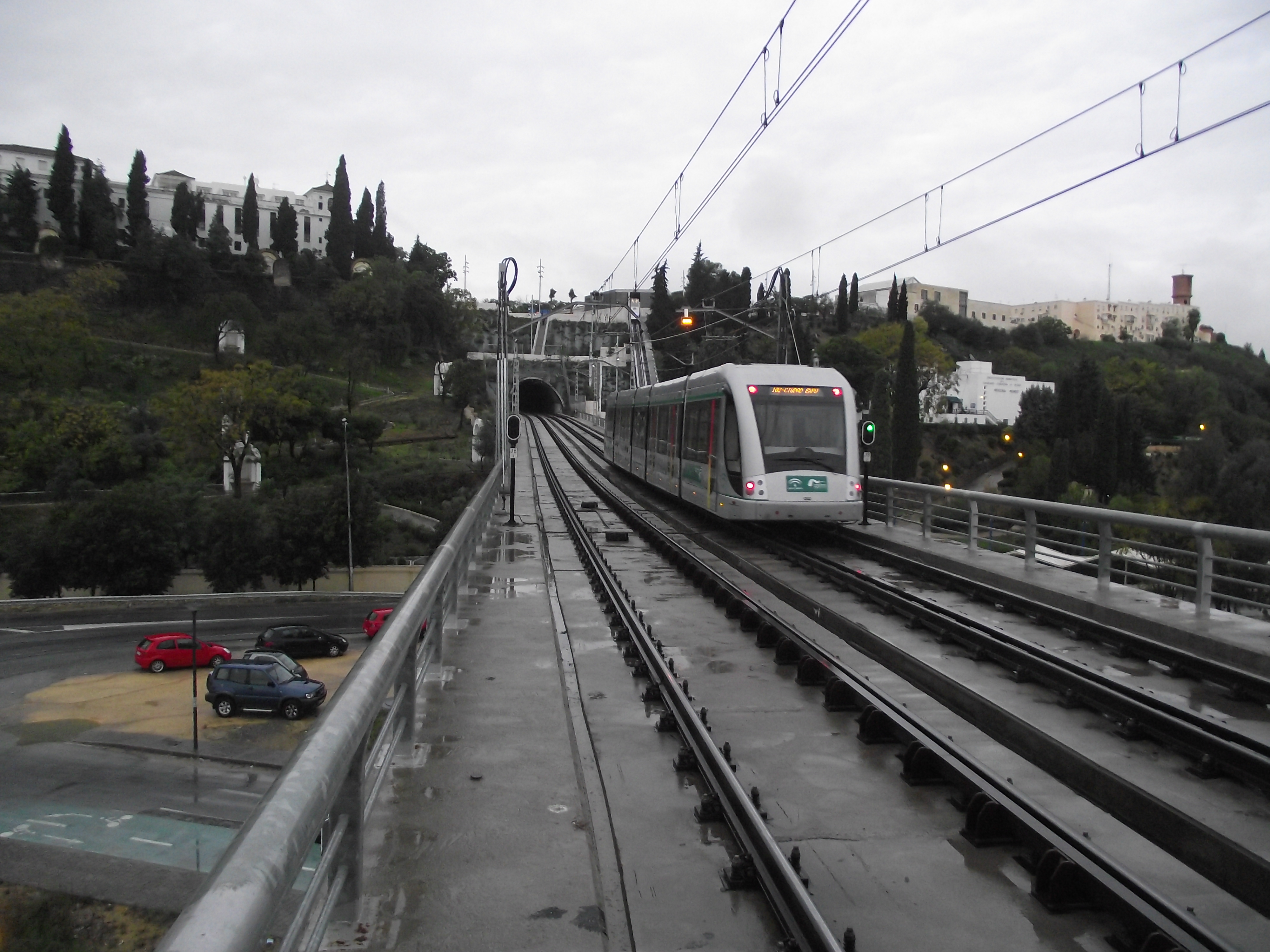
Een tramvoertuig van de metro van Sevilla

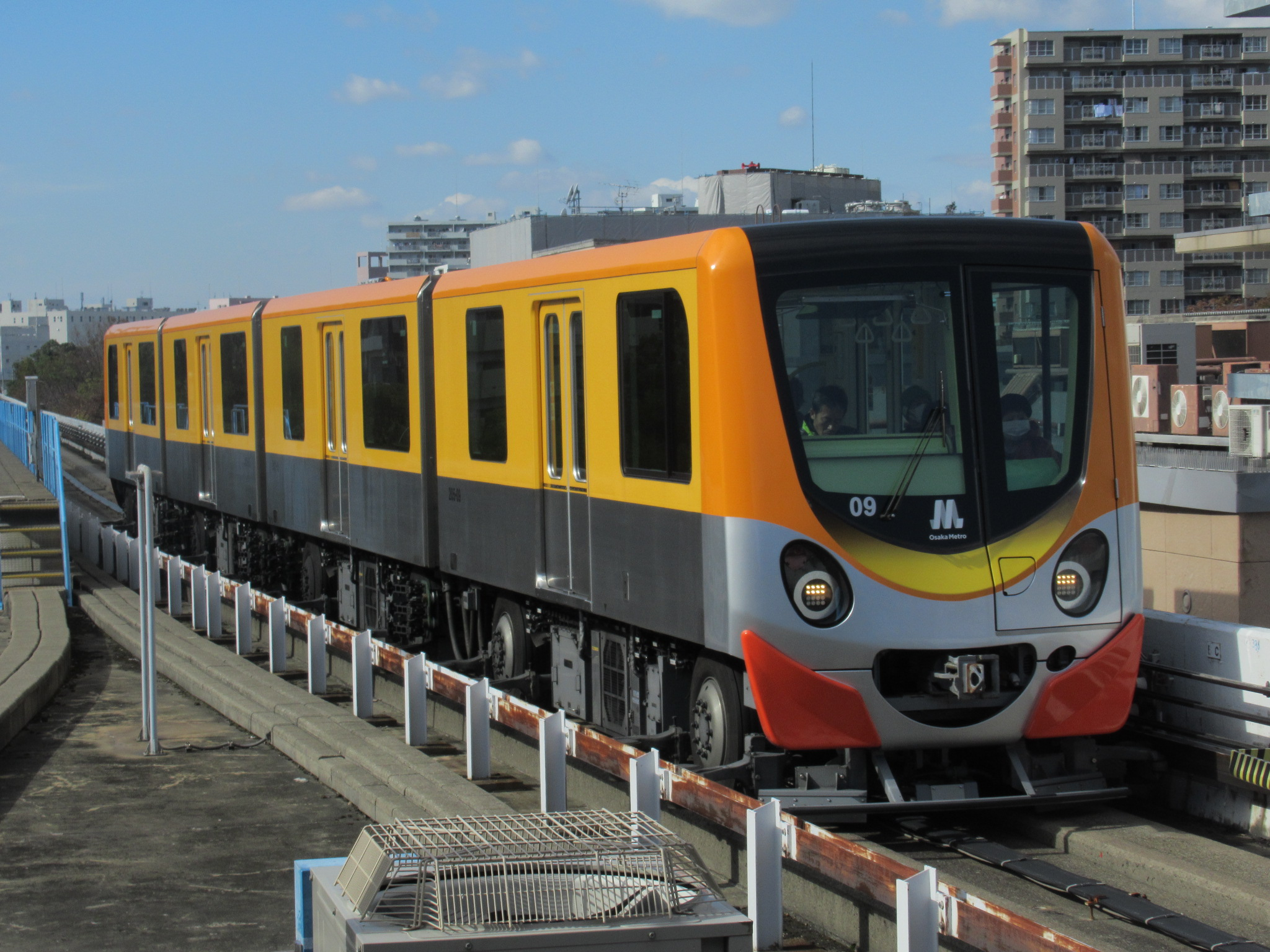
Bandenmetro in Osaka

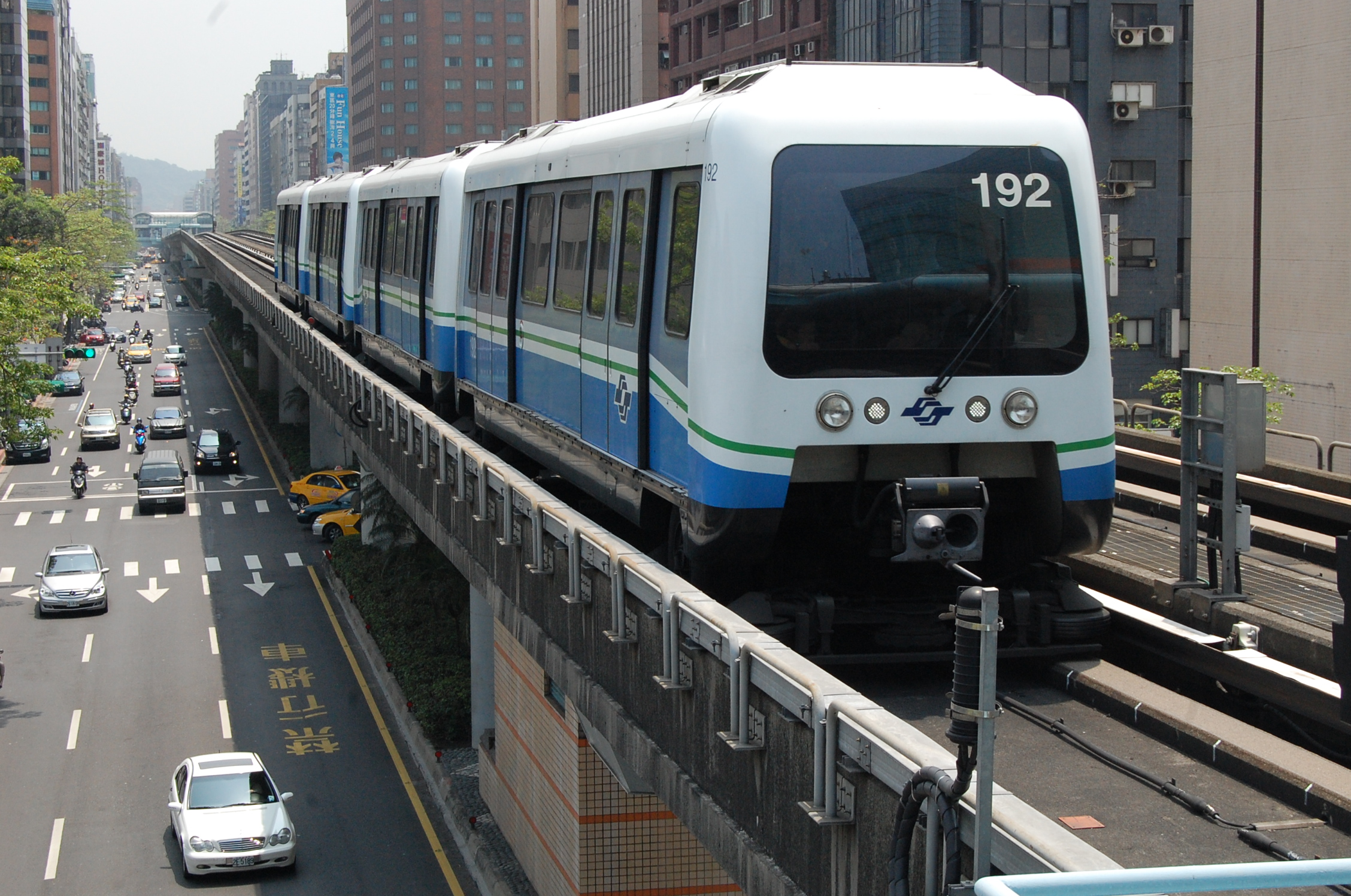
Bandenmetro in Taipei

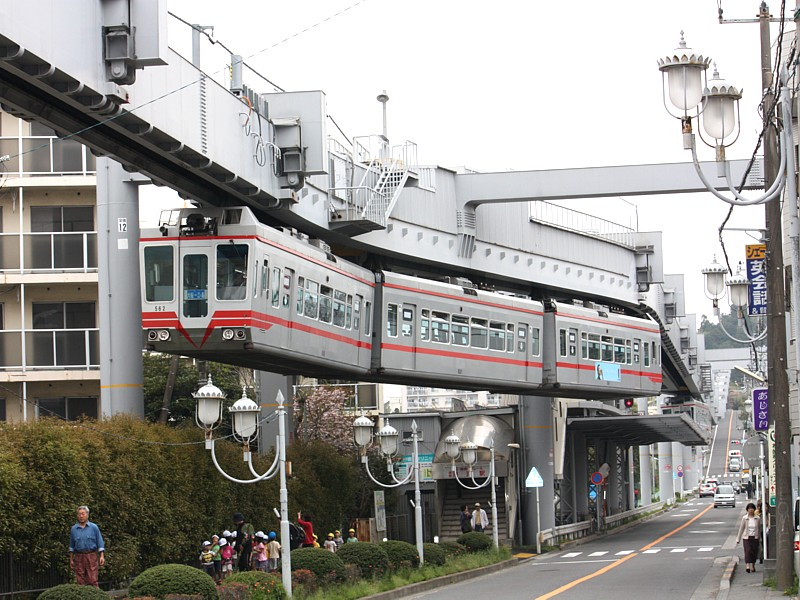
Shonan monorail

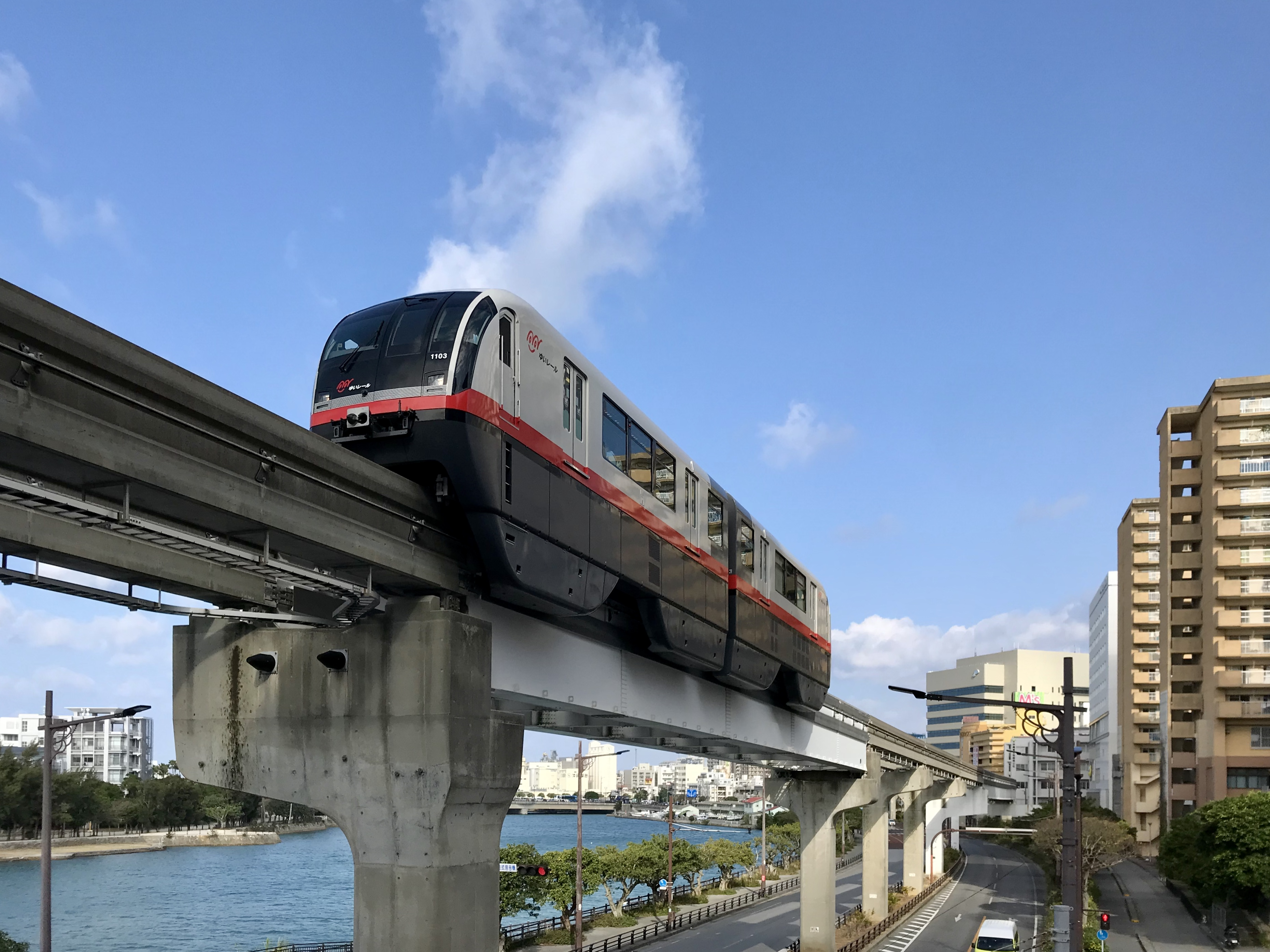
Monorail in Naha

Lichte metro (Engels: medium-capacity system (MCS), soms ook light rail rapid transit (LRRT)) is een term voor een metrolijn met lagere capaciteit dan een reguliere metro. Hoewel veel lijnen en systemen met sneltrams of soms zelfs stadstrams rijden, is er pas sprake van een (lichte) metro als er geen wegkruisingen met overig verkeer zijn.
De voertuigen die op lijnen van lichte metro's rijden, vallen in vier categorieën: kort uitgevoerde metrotreinen, voertuigen op basis van sneltrams, voertuigen op basis van stadstrams en speciaal ontwikkelde voertuigen op luchtbanden. Daarnaast zijn er systemen die ook stadsvervoer verzorgen en net zoals metro's onafhankelijk rijden van overig verkeer. Dit zijn de monorail en de magneetzweeftrein; beiden systemen worden alleen genoemd als ze een kleinere capaciteit hebben.
Een van de bekendste lichte metrosystemen is de Docklands Light Railway (DLR) in het oosten van Londen, deze rijdt met van Stadtbahn-trams afgeleid materieel maar is geheel kruisingsvrij. Een speciaal ontwikkeld systeem is de Véhicule Automatique Léger, die in enkele Europese steden rijdt.

## Kenmerken
Net als bij de metro wordt gebruikgemaakt van een conflictvrije baan, er zijn slechts ongelijkvloerse kruisingen met andere stromen verkeer. Dat betekent dat de lijnen meestal zijn aangelegd in tunnels en/of op viaducten. Bij lightrail wordt weliswaar ook gebruik wordt gemaakt van lichte railvoertuigen maar in tegenstelling tot metro is de baan niet (geheel) vrij van overig verkeer. Met andere woorden: bij lightrail zijn er nog wegkruisingen of rijden de voertuigen soms deels met ander verkeer op de weg. Wanneer light rail voertuigen wel gebruik maken van een geheel conflictvrije baan, wordt dit light rail rapid transit (LRRT) genoemd.
In Indonesië zijn in de 21e eeuw verschillende lichte metrolijnen gerealiseerd. Deze worden in de markt gezet met de Engelse term Light Rapid Transit, wat de afkorting LRT oplevert. Dit kan tot verwarring zorgen, omdat de afkorting LRT sinds 1972 voor Light Rail Transit staat, een term die het concept tram 2.0 beschrijft.

### Capaciteit
De capaciteit van een lijn met lichte metro's wordt in een door de Wereldbank gefinancierd onderzoek gesteld op 15.000 tot 30.000 passagiers (per uur, per richting), terwijl een reguliere metrolijn een capaciteit heeft die tot boven de 60.000 passagiers reikt. De term light (licht) betreft hier niet de materialen van de infrastructuur of het gewicht van de voertuigen. De kwalificatie "licht" verwijst naar de lagere ontwerpeisen, deze leiden meestal tot een lagere capaciteit ten opzichte van een volwaardige metro.

## Lichte metrosystemen
Binnen de Benelux zijn er wel metro-, tram- en lightrail-netwerken, maar geen specifieke lichte metrosystemen. Er is wel één stelsel dat bedoeld was om zo te functioneren, de Métro Léger de Charleroi. Hoewel dit netwerk als volwaardig licht metrostelsel gepland was, is de geleidelijke overgang van tram naar metro niet voltooid. Later zijn er trajecten zowel als klassieke stadstram en als metro (dus geen gelijkvloerse kruisingen) toegevoegd. De Franse naam Métro Léger (Engels: Light rail) wordt door instanties nog steeds gebruikt.
Lichte metrosystemen rijden met vier soorten materieel.

### Voertuigen op basis metrotreinen
- Metro van Glasgow
- Metro van Kopenhagen
- Lijn 18 van de Metro van Parijs (vanaf 2026)[13]
- Metro van Brescia
- Lijn 4 en 5 van de Metro van Milaan
- Lijn C van de Metro van Rome
- Metro van Catania
- Lijn 1 van de Metro van Palma
- Metro van Thessaloniki
- Lijn 1 van de Metro van Boedapest
- Lijn 1 van de Metro van Cluj-Napoca[14] (Vanaf circa 2026)
- Boetovskaja-lijn van de Metro van Moskou
- Lijn 3 van de Metro van Toronto (Tot midden 2023)
- REM-lijn van de Metro van Montréal (Sinds zomer 2023)[15]
- Detroit People Mover
- Metro van Honolulu
- Metro van Gurgaon
- Metro van Maracaibo
- De Gold lijn van Gimpo
- Lijn 2 van de Metro van Incheon
- Gele lijn van de Metro van Taipei
- Metro van Taichung
- Metro van Gurgaon
- Circle lijn en Downtown lijn van de Metro van Singapore
- Lijn 5 van de Metro van Kuala Lumpur
- Blauwe en Paarse lijn van de Metro van Bangkok
- Jakarta LRT
- Palembang LRT

### Voertuigen op basis van sneltrams
- Docklands Light Railway (DLR te Londen)
- Lijn C van de Metro van Lyon
- Metro van Genua
- Lijn 6 van de Metro van Napels
- Lijn 1 van de Metro van Istanboel
- Metro van Bursa
- Metro van Adana
- Ankaray lijn van de Metro van Ankara
- Lijn 1 van de Metro van Mashhad[16]
- Confederation lijn in Ottawa
- Lijn C van de Metro van Los Angeles
- Metro van Monterrey
- Lijn 2 van de Metro van Guadalajara
- Metro van Valencia (Venezuela)
- Busan-Gimhae lijn van de Metro van Busan
- Lijn 4 en 8 van de Metro van Changchun
- Lijn 3 en 4 van de Metro van Kuala Lumpur

### Voertuigen op basis stadstrams
- Metro van Sevilla: hier rijden voertuigen die in andere steden als lagevloertram worden ingezet. De trams kruisen geen verkeer en zo valt de lijn onder de definitie van 'metro'.
- Lijn 6 van de Metro van Wenen
- Lijnen 1 en 3 van de Metro van Manilla
- Nanhai-New-Transit lijn 1 van de Metro van Foshan

### Voertuigen op luchtbanden
- Metro van Rijsel/Lille
- Metro van Rennes
- Metro van Toulouse
- Lijn M2 van de Metro van Lausanne
- Metro van Turijn
- Metro van Uijeongbu/U-lijn in de Metropoolregio Seoel
- Sillim Line van de Metro van Seoel
- Lijn 4 van de Metro van Busan
- New Tram van de Metro van Osaka
- Port Liner & Rokko Liner in Kobe
- Nippori-Toneri-Liner (Toei Metro) en Yurikamome in Tokio
- Kanazawa Kustlijn van de Metro van Yokohama
- Wenhu/BR-lijn van de Metro van Taipei
- Gold Line van de Bangkok Skytrain
- Macau Light Rapid Transit
- Pujiang lijn, lijn 8s van de Metro van Shanghai
- Zhujiang People mover in stadsdeel Tianhe in Guangzhou (Kanton)
- Bishan SkyShuttle van de Metro van Chongqing

## Overige systemen met medium capaciteit

### Monorail
- Wuppertaler Schwebebahn
- Marconi Express in Bologna
- Monorail van Moskou
- Las Vegas Monorail
- Las Vegas Mandalay Bay Tram en Aria Express
- Chiba Monorail
- Monorail van Naha
- Shonan Monorail
- Lijn 3 van de Metro van Daegu
- Lijn 1 en 2 van de Metro van Wuhu[17]
- Lijn 1 en 2 van de Metro van Liuzhou[18]
- Gele en Roze lijn van de Metro van Bangkok
- Lijn 8 van de Metro van Kuala Lumpur

### Magneetzweeftrein
- Linimo in de regio Aichi